# Coupe de Luxembourg 2009-2010
La Coppa di Lussemburgo 2009-2010 è la 88ª edizione del torneo. La competizione è iniziata il 2 settembre 2010 ed è terminata il 30 maggio 2010. Il FC Differdange 03 ha vinto la coppa.

## Primo turno
Il primo turno si è disputato il 2 settembre 2009.
| Squadra 1               | Risultato        | Squadra 2                                     |
| ----------------------- | ---------------- | --------------------------------------------- |
| Red Star Merl           | 1–1 (dts) r. 2–4 | Résidence Walferdange                         |
| SC Ell                  | 5–1              | US Fuelen                                     |
| FC Les Aiglons Dalheim  | 4–0              | Excelsior Grevels                             |
| Jeunesse Useldange      | 2–1              | US Folschette                                 |
| Jeunesse Biwer          | 5–1              | Vinesca Ehnen                                 |
| US Moutfort             | 1–2              | Red Boys Aspelt                               |
| FC Les Ardoisiers Perlé | 0–3              | US Berdorf/Consdorf 01                        |
| Jeunesse Koerich        | 0–3              | FC Red Black Égalité Pfaffenthal/Weimerskirch |
| Jeunesse Gilsdorf       | 0–2              | Rupensia Larochette                           |
| FC Brouch               | 9–0              | Sporting Beckerich                            |
| Minière Lasauvage       | 5–2              | Amis de la Moselle Remerschen                 |
| US Esch                 | 5–2              | FC The Belval Belvaux                         |
| Titus Lamadelaine       | 8–1              | FC Kiischpelt Wilwerwiltz                     |
| Blo Weiss Medernach     | 3–0              | US Rambrouch                                  |
| FC Noertzange HF        | 1–5              | Syra Mensdorf                                 |
| ES Schouweiler          | 2–0              | Racing Heiderscheid                           |
| Jeunesse Junglinster    | 9–2              | US Bous                                       |
| AS Hosingen             | 3–4 (dts)        | Berdenia Berbourg                             |
| Racing Troisvierges     | 2–3 (dts))       | CS Bourscheid                                 |

## Secondo turno
Il secondo turno si è disputato il 27 settembre 2009.
| Squadra 1                                     | Risultato         | Squadra 2              |
| --------------------------------------------- | ----------------- | ---------------------- |
| FC Red Black Égalité Pfaffenthal/Weimerskirch | 0–0 (dts)) r 5–4  | Luna Oberkorn          |
| Jeunesse Biwer                                | 0–1               | Syra Mensdorf          |
| SC Ell                                        | 3–2               | Berdenia Berbourg      |
| US Berdorf/Consdorf 01                        | 3–1               | AS Luxembourg-Porto    |
| Yellow Boys Weiler                            | 5–0               | FC Kopstal             |
| US Boevange                                   | 5–1               | Jeunesse Useldange     |
| CS Bourscheid                                 | 1–4               | FC Schifflange 95      |
| Olympia Christnach                            | 0–2               | US Esch                |
| Résidence Walferdange                         | 1–1 (dts)) r. 7–5 | FC Les Aiglons Dalheim |
| Jeunesse Junglinster                          | 1–2 (dts))        | Red Boys Aspelt        |
| FC Pratzerthal/Rédange                        | 4–3 (dts)         | ES Schouweiler         |
| AS Remich                                     | 1–0               | Orania Vianden         |
| Titus Lamadelaine                             | 3–1               | Claravallis Clervaux   |
| FC Brouch                                     | 7–0               | US Reisdorf            |
| Minière Lasauvage                             | 2–1               | Blo Weiss Itzig        |
| Blo Weiss Medernach                           | 5–0               | Rupensia Larochette    |

## Terzo turno
Il terzo turno si è disputato dal 29 al 31 ottobre 2009.
| Squadra 1                                     | Risultato        | Squadra 2                            |
| --------------------------------------------- | ---------------- | ------------------------------------ |
| FC Cebra 01                                   | 1–0              | FC Mamer 32                          |
| FC Ehlerange                                  | 2–3              | CS Sanem                             |
| UNA Strassen                                  | 0–0 (dts) r. 3–4 | FC Schifflange 95                    |
| Yellow Boys Weiler                            | 1–2 (dts)        | Alliance Aischdall Hobscheid/Eischen |
| Sporting Bertrange                            | 3–4              | FF Norden 02                         |
| Green Boys Harlange/Tarchamps                 | 2–1              | FC Bastendorf                        |
| Marisca Mersch                                | 3–0              | Résidence Walferdange                |
| Alisontia Steinsel                            | 0–2              | Red Boys Aspelt                      |
| Minière Lasauvage                             | 1–7              | US Mondorf                           |
| SC Ell                                        | 0–0 (dts)) r 2–4 | Union Mertert/Wasserbillig           |
| FC Brouch                                     | 1–3 (dts)        | SC Bettembourg                       |
| Tricolore Gasperich                           | 0–0 (dts)) r 5–4 | Udinesia Flaxweiler/Beyren           |
| FC Red Black Égalité Pfaffenthal/Weimerskirch | 3–2              | US Berdorf/Consdorf 01               |
| Syra Mensdorf                                 | 5–6              | Atert Bissen                         |
| Titus Lamadelaine                             | 0–3              | Daring Echternach                    |
| FC Pratzerthal/Rédange                        | 2–1              | FC Munsbach                          |
| Sporting Mertzig                              | 3–1              | FC Kehlen                            |
| Cercle Sportif Muhlenbach Lusitanos           | 2–0              | FC Rodange 91                        |
| AS Remich                                     | 2–5              | US Esch                              |
| FC Lorentzweiler                              | 2–1              | US Boevange                          |
| AS Wincrange                                  | 3–2              | Blo Weiss Medernach                  |
| ES Clemency                                   | 3–2              | US Sandweiler                        |

## Quarto turno
Il quarto turno si è giocato dal 3 al 6 dicembre 2009
| Squadra 1                                     | Risultato        | Squadra 2                            |
| --------------------------------------------- | ---------------- | ------------------------------------ |
| Young Boys Diekirch                           | 3–1              | SC Bettembourg                       |
| US Hostert                                    | 0–2              | Minerva Lintgen                      |
| FC Erpeldange                                 | 3–0              | FC Lorentzweiler                     |
| Atert Bissen                                  | 4–3 (dts))       | AS Colmarberg                        |
| FC Red Black Égalité Pfaffenthal/Weimerskirch | 1–2              | FC Schifflange 95                    |
| FF Norden 02                                  | 3–3 (dts)) r 7–8 | Daring Echternach                    |
| Union Mertert/Wasserbillig                    | 3–0              | CS Sanem                             |
| FC Pratzerthal/Rédange                        | 1–2              | Jeunesse Schieren                    |
| Koeppchen Wormeldange                         | 1–3              | ES Clemency                          |
| SC Steinfort                                  | 6–2              | Red Boys Aspelt                      |
| Green Boys Harlange/Tarchamps                 | 2–3              | CS Oberkorn                          |
| Tricolore Gasperich                           | 3–3 (dts)) 11–10 | Alliance Aischdall Hobscheid/Eischen |
| Avenir Beggen                                 | 1–0              | Marisca Mersch                       |
| US Esch                                       | 4–0              | FC Cebra 01                          |
| US Mondorf                                    | 4–3              | Union 05 Kayl/Tétange                |
| AS Wincrange                                  | 1–4 (dts))       | Jeunesse Canach                      |
| Sporting Mertzig                              | 4–3 (dts))       | Cercle Sportif Muhlenbach Lusitanos  |
| FC Victoria Rosport                           | 0–5              | FC Wiltz 71                          |

## Sedicesimi di finale
I sedicesimi di finale sono stati disputati tra il 26 e il 28 febbraio.
| Squadra 1                  | Risultato      | Squadra 2          |
| -------------------------- | -------------- | ------------------ |
| FC Schifflange 95          | 1–3            | UN Käerjeng 97     |
| Minerva Lintgen            | 1–3 (dts))     | Pétange            |
| US Mondorf                 | 0–2            | RM Hamm Benfica    |
| Avenir Beggen              | 1–2            | Fola Esch          |
| Jeunesse Canach            | 2–1            | Racing FC          |
| Young Boys Diekirch        | 3–2            | Jeunesse Esch      |
| US Esch                    | 0–1            | Swift Hesperange   |
| FC Erpeldange              | 1–3            | F91 Dudelange      |
| Atert Bissen               | 1–6            | FC Differdange 03  |
| FC Wiltz 71                | 0–0 (dts)) 6–7 | US Rumelange       |
| SC Steinfort               | 0–1            | Etzella Ettelbruck |
| ES Clemency                | 2–0            | Jeunesse Schieren  |
| Sporting Mertzig           | 2–4            | CS Grevenmacher    |
| Daring Echternach          | 2–4 (dts))     | Mondercange        |
| Tricolore Gasperich        | 0–7            | Progrès Niedercorn |
| Union Mertert/Wasserbillig | 0–1            | CS Oberkorn        |

## Ottavi di finale
Gli ottavi di finale sono stati disputati il 3 aprile 2010
| Squadra 1           | Risultato           | Squadra 2          |
| ------------------- | ------------------- | ------------------ |
| CS Oberkorn         | 0–3                 | FC Differdange 03  |
| Mondercange         | 0–0 (dts) (4-3 dtr) | Progrès Niedercorn |
| Young Boys Diekirch | 1–2                 | Swift Hesperange   |
| ES Clemency         | 1–4 (dts)           | CS Grevenmacher    |
| Etzella Ettelbruck  | 2–1 (dts)           | Pétange            |
| RM Hamm Benfica     | 1–2                 | F91 Dudelange      |
| Fola Esch           | 4–2 (dts)           | UN Käerjeng 97     |
| Jeunesse Canach     | 0–0 (dts) (4-3 dtr) | US Rumelange       |

## Quarti di finale
I quarti di finale sono stati disputati tra l'1 e il 2 maggio 2010
| Differdange 1º maggio 2010, ore 18:00 CET | Differdange 03 | 3 – 0 | Mondercange | Stade du Thillenberg |

| Grevenmacher 2 maggio 2010, ore 16:00 CET | Grevenmacher | 4 – 2 | Jeunesse Canach | Op Flohr Stadion |

| Dudelange 2 maggio 2010, ore 16:00 CET        | F91 Dudelange         | 2 – 2 (d.t.s.) | Fola Esch | Stadio Jos Nosbaum |
| \| \| \| \| \| \| Tiri di rigore 9 – 10 \| \| |                       |                |           |                    |
|                                               |                       |                |           |                    |
|                                               | Tiri di rigore 9 – 10 |                |           |                    |

| Ettelbruck 2 maggio 2010, ore 16:00 CET | Etzella Ettelbruck | 2 – 1 | Swift Hesperange | Stadio Am Deich |

## Semifinali
| 25 maggio 2010, ore 20:30 | Grevenmacher | 5 – 1 | Fola Esch |  |

| 26 maggio 2010, ore 20:30 | Differdange 03 | 3 – 1 | Etzella Ettelbruck |  |

## Finale
| Lussemburgo 30 maggio 2010, ore 17:00 CEST | CS Grevenmacher | 0 – 1 | FC Differdange 03 | Stadio Josy Barthel |